# Rose et Val
Rose et Val est une série télévisée française en 5 épisodes entre 60 et 105 minutes coproduite par TF1 et la RTBF. En France, elle est diffusée depuis le 16 juin 2005 sur TF1 et en Belgique francophone, sur La Une.

## Distribution
- Bernard Yerlès : François Rosier dit Rose
- Jean-Michel Tinivelli : Mathieu Valbonne dit Val
- Catherine Marchal : Anne-Marie
- Sandrine Le Berre : Sabine

## Épisodes

### Première saison (2005)
- S01 E01 - Rose et Val - Duo d'enfer (100 min)

Mis à part leur âge, tout les oppose. Valbonne (dit Val) est un battant, une « tête de lard » qui cache son côté romantique ; Rosier (dit Rose) est un pragmatique père de famille, un sage qui aimerait parfois l'être moins... Tous deux sont des as de la brigade criminelle et cette nouvelle affaire n'est pas simple. Accompagné d'un petit garçon, Joachim Mesnard, le chauffeur d'un important homme d'affaires nommé Péraube, est braqué par deux hommes qui enlèvent son petit passager. En voulant le défendre, Mesnard reçoit une balle en plein cœur.
- S01 E02 - Rose et Val - Peur au ventre (95 min)

Une jeune étudiante est retrouvée morte dans une chambre d'hôtel. Elle a été sauvagement éventrée. Chargés de l'affaire, Rose et Val découvrent que la jeune femme était une «mule» : elle transportait, en effet, régulièrement de la cocaïne dans son estomac pour le compte d'un trafiquant. Aidés par leurs collègues des stups, Rose et Val mettent tout en œuvre pour retrouver les responsables du trafic.
- S01 E03 - Rose et Val - Piège pour deux flics (105 min)

Rose et Val vont arrêter un dangereux récidiviste... et échappent de peu à une mort programmée. Qui cherche à les tuer ? Et pourquoi ? Et comment se fait-il qu'on les soupçonne à leurs tours de pires avanies, comme si les coupables c'était eux ? Pour corser le tout, le couple de Rose et Anne-Marie bat de l'aile, et leur chef, Sophie, les envoie sur une enquête apparemment facile qui implique des adolescents, enquête qui va les obliger à prendre la défense d'une coupable désignée.

### Deuxième saison (2006)
- S02 E01 - Rose et Val - Cran de sûreté (60 min)

Rose et Val sont appelés dans une fabrique de vêtements, pour le meurtre sauvage de la directrice de production, Véronique Vigouroux. Femme autoritaire, Véronique suscitait des rancœurs et la scène de crime indique un acharnement qui met les deux policiers sur une piste familiale. En particulier, son frère, qui lui soutirait de l'argent. Véronique a une fille de 17 ans, Deborah, qui est obèse et sourde. Malgré ces handicaps, la jeune fille est adorable et joue de son charme avec les deux policiers, en se plaçant sous leur protection. Ses rapports avec sa mère étaient conflictuels et elle a très peur de tomber sous la tutelle de son oncle, par ailleurs suspect du meurtre.
- S02 E02 - Rose et Val - Violences (60 min)

Appelés sur une prise d'otage, Rose et Val tentent de raisonner l'homme, un violeur récidiviste, avant de prendre conscience que c'est un piège, et que le but du preneur d'otage était de tuer Rose, qui l'avait mis sous les verrous. Les deux flics réussissent à s'en sortir, mais peu après, le violeur réussit à s'échapper de prison, et deux femmes se font successivement agresser dans les mêmes conditions. Défi personnel pour Rose et Val. Sur les traces du criminel.